# コンバインダム
コンバインダムとは、複数の形式を組み合わせて建設されるダム型式の一種である。通常、異なる型式が同じ河床に連結して建設されたダムを指し、やや離れた場所に異なる型式の鞍部ダムが建設されているダムは、コンバインダムのカテゴリーには入らない。

## 概要

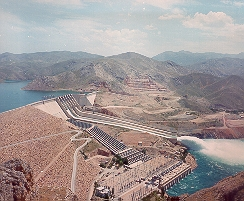
ケバンダム
（トルコ。210.0 m）

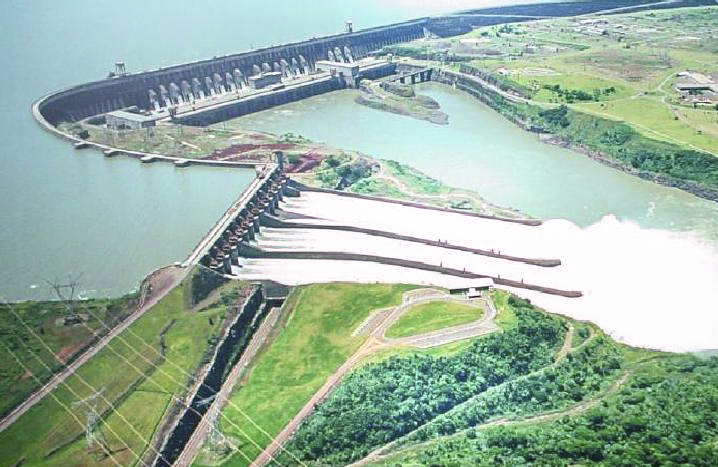
イタイプダム
（ブラジル・パラグアイ。196.0 m）

ダムを建設する際には岩盤の硬さが重要と成るが、ダム建設地点の何れかの河岸の岩盤が堅固でない場合、又は超巨大ダムの場合は、複数の方式を組み合わせる場合がある。大抵の場合においては、重力式コンクリートダムとロックフィルダムの複合タイプであることが多い。ロックフィルダムの型式は、月光川ダム（コンクリートフェイシングフィルダム）を除き全て中央土質遮水壁型ロックフィルダムである。
世界的には最大のダムとしてグルジアに現在建設されているカンバラチンスクダム（堤高：255.0 m）があり、この他イタイプダム（重力式コンクリートダム＋アースダム複合型）が有名である。日本では石羽根ダム(湯田ダム)が最初であるが、北海道・東北地方に多い。
| 順位 | 国名                | ダム名               | 堤高 (m) | 総貯水 容量 （千m3） | 完成年 | 備考                                       |
| ---- | ------------------- | -------------------- | -------- | -------------------- | ------ | ------------------------------------------ |
| 1位  | グルジア            | カンバラチンスクダム | 255.0    | 4,650,000            | 建設中 | 重力式とアースの複合                       |
| 2位  | トルコ              | ケバンダム           | 210.0    | 30,600,000           | 1974年 | 重力式とロックフィルの複合                 |
| 3位  | ブラジル パラグアイ | イタイプダム         | 196.0    | 29,000,000           | 1991年 | 重力式とアース、及びバットレスの三型式混合 |

## 日本のコンバインダム一覧

### 重力式コンクリートダム＋アースダム複合型
| 所在地 | 水系名 | 一次 支川名 （本川） | 二次 支川名 | 三次 支川名 | ダム名       | 堤高 (m) | 総貯水 容量 （千m3） | 管理主体   | 備考 |
| ------ | ------ | -------------------- | ----------- | ----------- | ------------ | -------- | -------------------- | ---------- | ---- |
| 岩手県 | 北上川 | 北上川               | －          | －          | 四十四田ダム | 50.0     | 47,100               | 国土交通省 |      |

### 重力式コンクリートダム＋ロックフィルダム複合型

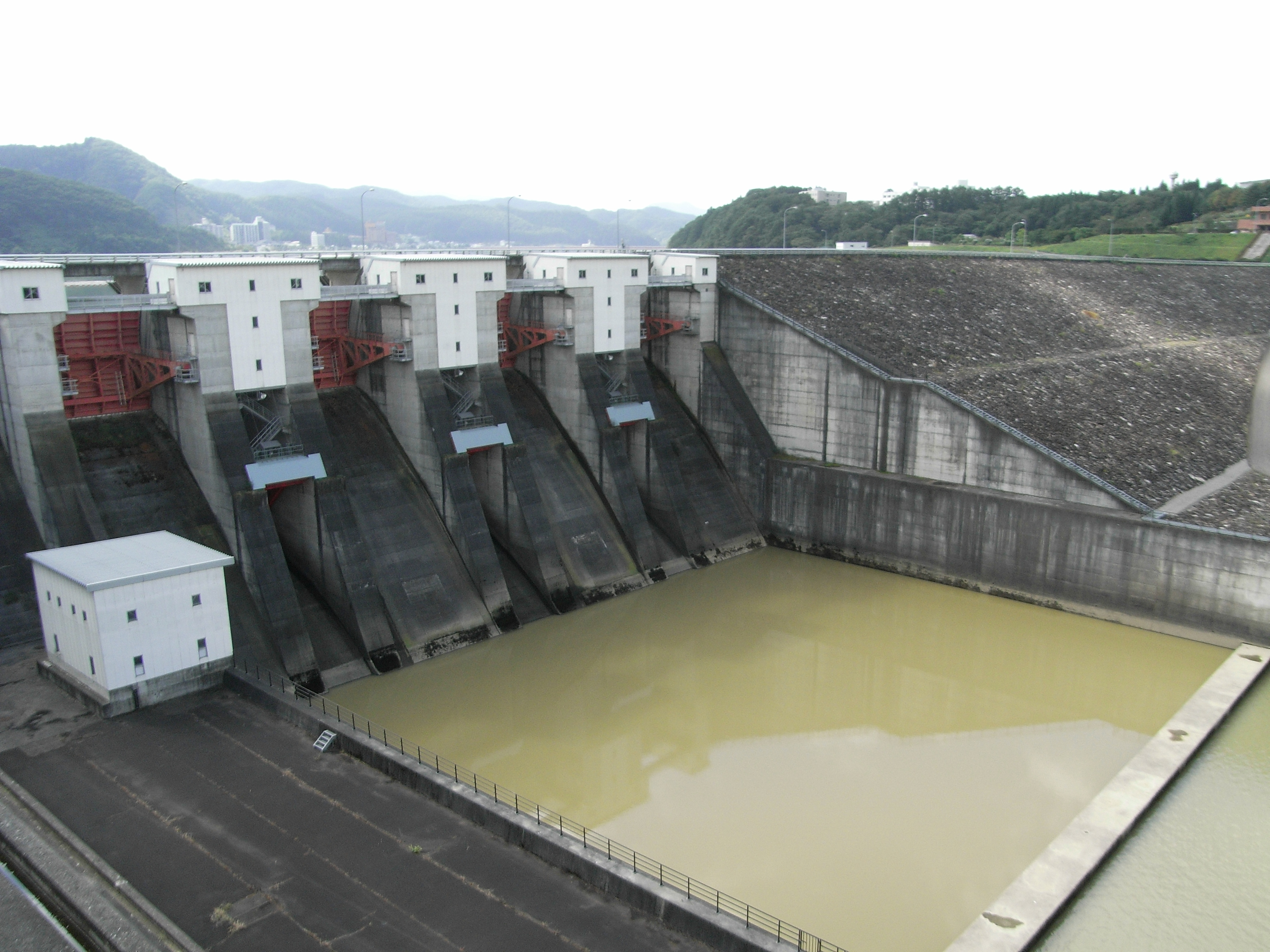
重力式＋ロックフィル複合型
御所ダム（岩手県）

| 所在地 | 水系名     | 一次 支川名 （本川） | 二次 支川名 | 三次 支川名 | ダム名     | 堤高 (m) | 総貯水 容量 （千m3） | 管理主体       | 備考           |
| ------ | ---------- | -------------------- | ----------- | ----------- | ---------- | -------- | -------------------- | -------------- | -------------- |
| 熊本県 | 菊池川     | 迫間川               | －          | －          | 竜門ダム   | 99.5     | 42,500               | 国土交通省     |                |
| 北海道 | 石狩川     | 忠別川               | －          | －          | 忠別ダム   | 86.0     | 93,000               | 国土交通省     |                |
| 福島県 | 阿賀野川   | 阿賀野川             | －          | －          | 大川ダム   | 75.0     | 57,500               | 国土交通省     |                |
| 滋賀県 | 淀川       | 愛知川               | －          | －          | 永源寺ダム | 73.5     | 22,741               | 滋賀県         | 農林省施工     |
| 福岡県 | 筑後川     | 宝満川               | 山口川      | －          | 山神ダム   | 59.0     | 2,980                | 福岡県         |                |
| 長崎県 | 川棚川     | 川棚川               | －          | －          | 石木ダム   | 58.5     | 6,740                | 長崎県         | 事実上凍結     |
| 岩手県 | 北上川     | 雫石川               | －          | －          | 御所ダム   | 52.5     | 65,000               | 国土交通省     |                |
| 富山県 | 白岩川     | 白岩川               | －          | －          | 白岩川ダム | 50.0     | 2,200                | 富山県         |                |
| 山形県 | 月光川     | 月光川               | －          | －          | 月光川ダム | 48.0     | 1,780                | 山形県         |                |
| 北海道 | 十勝川     | 美生川               | －          | －          | 美生ダム   | 47.2     | 9,400                | 北海道開発局   | 農林水産省管理 |
| 沖縄県 | 辺野喜川   | 辺野喜川             | －          | －          | 辺野喜ダム | 42.0     | 4,500                | 沖縄総合事務局 | 国土交通省     |
| 北海道 | 後志利別川 | 後志利別川           | －          | －          | 美利河ダム | 40.0     | 18,000               | 国土交通省     |                |
| 岩手県 | 北上川     | 和賀川               | －          | －          | 石羽根ダム | 20.5     | 4,050                | 東北水力地熱   |                |
| 北海道 | 十勝川     | 利別川               | 美里別川    | ヌカナン川  | 糠南ダム   | 18.6     | 665                  | 電源開発       |                |